# Harbour Boat Trips - 01: Copenhagen by Trentemøller
Harbour Boat Trips - 01: Copenhagen by Trentemøller è la seconda raccolta del musicista danese Trentemøller, pubblicato il 18 maggio 2009 dalla HFN Music.

## Descrizione
Si tratta di una selezione dei brani preferiti dall'artista che spaziano tra musicisti della scena danese ed altri internazionali, missati tra di loro in un'unica sequenza.
La raccolta ha avuto un seguito nel 2018, intitolato Harbour Boat Trips Vol. 02: Copenhagen by Trentemøller.

## Tracce
1. Grouper – Heavy Water/I'd Rather Be Sleeping – 3:07 (Liz Harris)
2. Gravenhurst – I Turn My Face to the Forest Floor – 3:51 (Nick Talbot)
3. Emiliana Torrini – Lifesaver – 3:36 (Emiliana Torrini, Siggi Baldursson, Dan Carey)
4. I Got You on Tape – Somersault – 4:10 (I Got You on Tape)
5. Beach House – Gila – 4:40 (testo: Victoria Legrand – musica: Alex Scally, Victoria Legrand)
6. The Brian Jonestown Massacre – Anenome – 4:54 (Anton Newcombe)
7. The Raveonettes – Aly, Walk with Me (Nic Endo Remix) – 3:53 (The Raveonettes)
8. The Hypothetical Prophets (Proroky) – Back to the Burner – 2:27 (Bernard Szajner, Karel Beer)
9. Suicide – Cheree – 3:15 (Alan Vega, Martin Rev)
10. Muscleheads – Phosphorescence – 5:53 (Alex Hutchins, Jimmy Robertson)
11. David Garcet – Confidence (Ghetto Mix) – 3:27 (David Garcet)
12. Rennie Foster – Devil's Water – 4:08 (Rennie Foster)
13. Caribou – Melody Day (Four Tet Remix feat. Luke Lalonde, Adem, and One Little Plane) – 4:05 (Daniel Snaith)
14. The Raveonettes – She's Lost Control (Trentemøller Edit) – 3:33 (Joy Division)
15. A Place to Bury Strangers – I Know I'll See You – 3:55 (Oliver Ackermann)
16. Suicide – Ghost Rider – 2:36 (Alan Vega, Martin Rev)
17. Khan – Fantômes – 4:06 (Can Oral, Francoise Cactus)
18. Trentemøller – Vamp (Live Edit) – 2:40 (Anders Trentemøller)
19. Two Lone Swordsmen – Kamanda's Response – 4:32 (Andrew Weatherall, Keith Tenniswood)
20. Copenhagen Collective – The Copenhagen Experience #1 (Trentemøller Edit) – 2:01 (Sods)
21. Soft Cell – Tainted Love – 2:59 (Ed Cobb)

## Classifiche
| Classifica (2009) | Posizione massima |
| ----------------- | ----------------- |
| Belgio (Fiandre)  | 81                |